# 卡姆揚卡 (新烏克蘭卡區)
48°47′14″N 31°44′39″E / 48.78722°N 31.74417°E

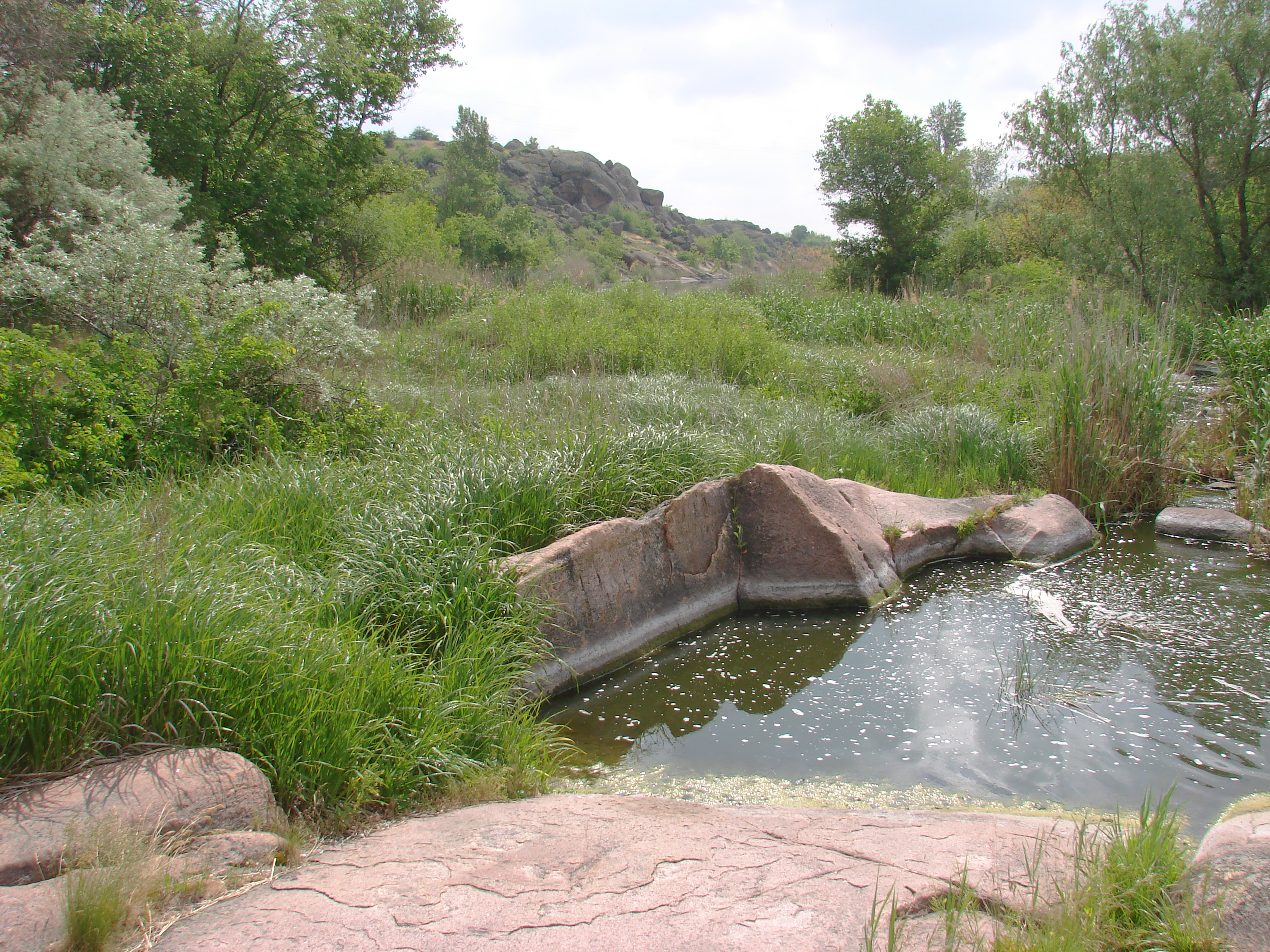

卡姆揚卡（烏克蘭語：Кам'янка），或依俄语譯為卡緬卡（俄语：Камeнка），是位於烏克蘭中部的村莊，由基洛夫格勒州新烏克蘭卡區的新米爾霍羅德市鎮負責管轄。該村面積2.24平方公里，海拔高度148米，2001年人口630，人口密度每平方公里333.7人。